# Jean-Pol Poncelet

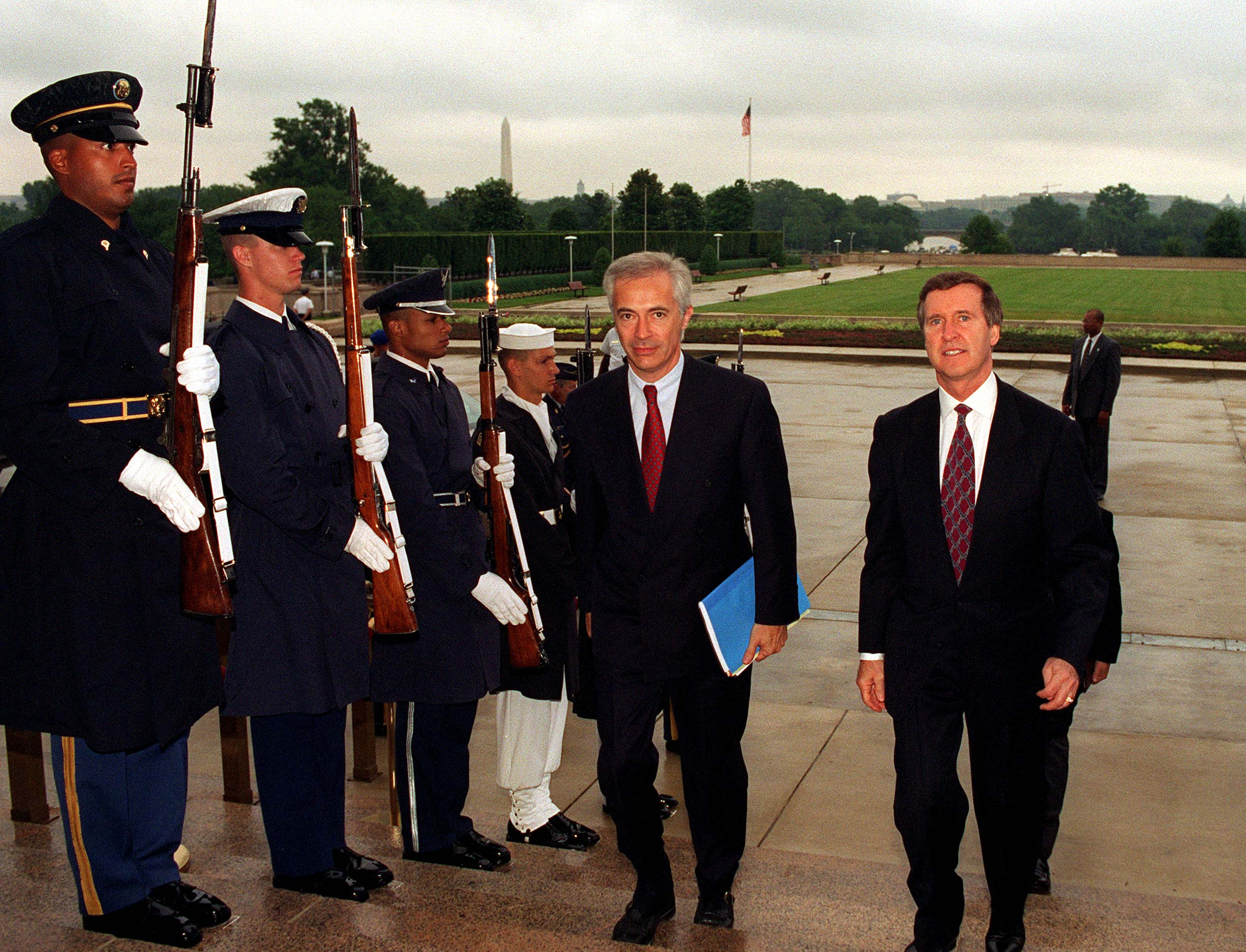
William Cohen begleitet Jean-Pol Poncelet beim Betreten des Pentagons
(2. Juli 1997)

Jean-Pol Poncelet (* 10. April 1950 in Carlsbourg, Belgien) ist ein belgischer Politiker.

## Biografie
Poncelet absolvierte nach dem Schulbesuch ein Studium der Ingenieurwissenschaften an der Université catholique de Louvain und schloss dieses 1973 mit einem Diplom in Atomphysik ab. Anschließend war er als Wissenschaftler tätig.
Seine politische Laufbahn begann er 1991, als er als Kandidat des Centre Démocrate Humaniste (cdH) zum Mitglied der Abgeordnetenkammer gewählt wurde. Dort vertrat er nach seinen Wiederwahlen 1995 und 1999 den Wahlkreis Neufchâteau-Virton bis 2003.
Am 23. Juni 1995 wurde er von Premierminister Jean-Luc Dehaene zum Vizepremierminister sowie Verteidigungsminister in dessen Kabinett berufen und gehörte diesem bis zum Ende von dessen Amtszeit am 12. Juli 1999 an. Zugleich war er zwischen Juni 1998 und Juli 1999 auch Energieminister.
Nach seinem Ausscheiden aus der Regierung wurde er schließlich am 16. August 2001 Direktor für Strategie und Auswärtige Beziehungen der Europäischen Weltraumorganisation (ESA) und hatte dieses Amt bis 2005 inne.
Im November 2006 wechselte er in die Privatwirtschaft und wurde Berater von Anne Lauvergeon, der Vorstandsvorsitzenden des französischen Konzerns für Nukleartechnik Areva. Zugleich wurde er Direktor der AREVA für Neue Nuklearenergien, Internationales und Marketing. Seit Februar 2008 ist er Direktor für Entwicklung und Fortschritt der AREVA.
| Personendaten    | Personendaten                    |
| ---------------- | -------------------------------- |
| NAME             | Poncelet, Jean-Pol               |
| KURZBESCHREIBUNG | belgischer Politiker und Manager |
| GEBURTSDATUM     | 10. April 1950                   |
| GEBURTSORT       | Carlsbourg, Belgien              |